# Bobby Moore
Pour les articles homonymes, voir Bobby Moore (homonymie) et Moore.
Bobby Moore, de son nom complet Robert Frederick Chelsea Moore, né le 12 avril 1941 à Barking (Borough de Londres, Angleterre) et mort le 24 février 1993 à Wandsworth (Grand Londres, Angleterre), est un footballeur anglais.
Il est considéré, avec Franz Beckenbauer, Paolo Maldini et Franco Baresi comme l'un des meilleurs défenseurs centraux de l'histoire du football.
Malgré un modeste palmarès avec West Ham United, club auquel il reste fidèle pendant la majeure partie de sa carrière, malgré un départ en prêt au Real Madrid pendant 2 ans, Moore est considéré comme l'un des plus grands footballeurs britanniques. Il compte 108 sélections en équipe d'Angleterre entre 1961 et 1973, dont il est le capitaine lors de la victoire en Coupe du monde en 1966.

## Biographie

### Débuts
Né dans la banlieue est de Londres, Bobby Moore joue au football et au cricket à l'école. Il croise notamment à l'Essex County Cricket Club un futur grand footballeur anglais, Geoff Hurst. Moore rejoint l'équipe de West Ham United en 1956, à 15 ans, et fait ses débuts professionnels en 1958 contre Manchester United. Il remplace alors Malcolm Allison, malade, auquel il prend le numéro 6, qui devient son numéro fétiche. Allison ne joue plus aucun match avec West Ham, et le jeune Bobby Moore s'impose en titulaire au poste de défenseur central. 
Immédiatement, Moore s'illustre par sa lecture du jeu, sa capacité à anticiper les déplacements de ses adversaires, la précision de ses tacles et de ses passes vers ses attaquants, des qualités qui compensent son manque de vitesse. Bobby Moore s'impose alors comme un défenseur propre, toujours bien placé à l'opposé de l'archétype du défenseur anglais de l'époque, rugueux, brutal et ne s'exprimant que par ses qualités physiques.

### Premières sélections internationales et titres

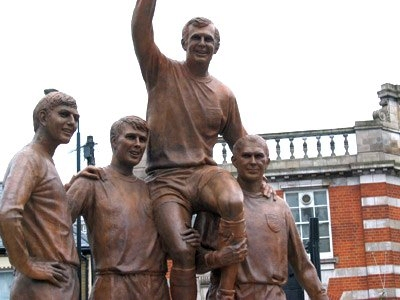
Statue des joueurs de West Ham Martin Peters, Geoff Hurst, Bobby Moore et Ray Wilson.

Même si West Ham évolue en milieu de tableau en championnat, les performances individuelles de Moore lui valent d'être appelé en équipe d'Angleterre des moins de 23 ans en 1960 puis en sélection nationale. En mai 1962, à 21 ans, il fait sa première apparition face au Pérou, battu 4-0. Sa performance lui vaut d'être sélectionné par Walter Winterbottom pour la Coupe du monde 1962 organisée au Chili quelques semaines plus tard. Titulaire lors du tournoi, il participe aux victoires sur la Hongrie et l'Argentine mais ne peut empêcher la défaite de son équipe en quart de finale contre le Brésil, tenant du titre et futur vainqueur du tournoi. 
Le 29 mai 1963, à la suite de la retraite de Johnny Haynes et à la blessure de Jimmy Armfield, Bobby Moore devient à 22 ans et après seulement 12 sélections, le plus jeune capitaine de l'histoire de l'équipe d'Angleterre. Armfield récupère le brassard par la suite, jusqu'à l'arrivée d'un nouveau sélectionneur, Alf Ramsey, qui fait de Moore le capitaine de la sélection à partir de 1964. Cette année-là est riche en événements pour Bobby Moore, qui remporte son premier titre avec West Ham United, la Coupe d'Angleterre (la FA Cup), doit se faire traiter pour un cancer des testicules et est élu « Joueur de l'année » en Angleterre.
L'année suivante, en 1965, West Ham remporte la Coupe d'Europe des vainqueurs de coupe. Après avoir écarté notamment le Sparta Prague et Real Saragosse, les Anglais battent en finale, à Wembley, les Allemands du TSV Munich 1860, grâce à un doublé d'Alan Sealey (en) (2-0). Ce titre est le dernier remporté par Moore avec West Ham. L'année suivante, West Ham est éliminé en demi-finale de la Coupe d'Europe des vainqueurs de coupe par le Borussia Dortmund.

### Coupe du monde 1966

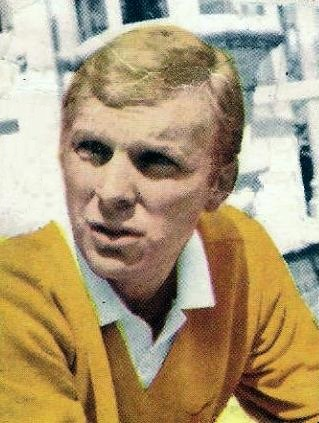
Bobby Moore en 1966.

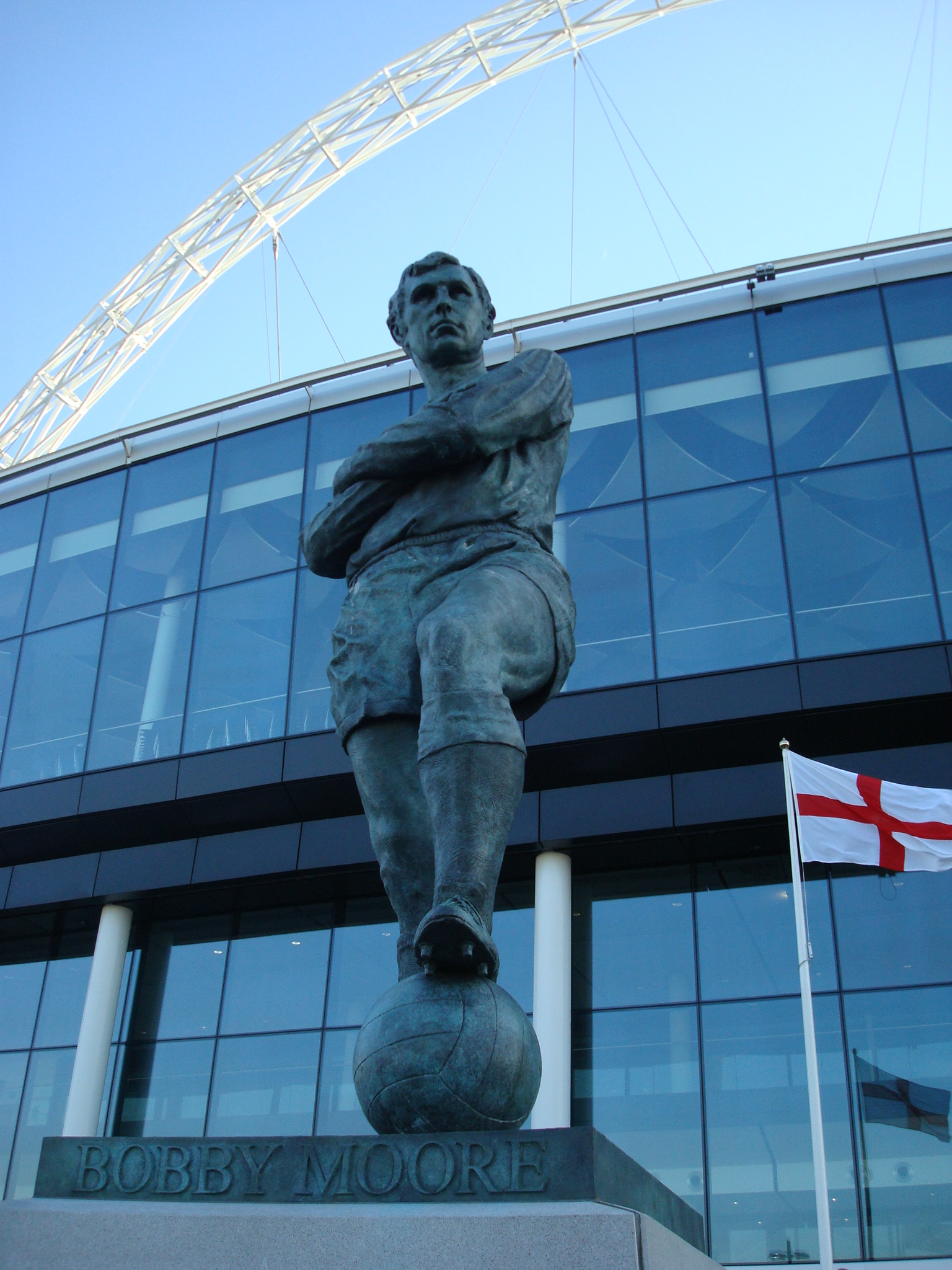
Statue de Bobby Moore à l'extérieur du nouveau stade de Wembley.

La carrière de Bobby Moore prend une autre dimension en 1966, alors que la Coupe du monde de football est organisée en Angleterre. Bobby Moore est menacé de manquer la compétition du fait d'un conflit contractuel avec son club, mais l'intervention du sélectionneur Ramsey permet de régler le litige. Il est alors le
capitaine d'une sélection anglaise qui n'a jamais rien remporté sur la scène internationale, ni jamais brillé dans ce tournoi : absente des trois premières éditions auxquelles elle a refusé de prendre part, elle est éliminée dès le premier tour en 1950 et n'arrive qu'à se hisser en quart de finale en 1954 et 1962. 
Le déroulement du tournoi est assez controversé : l'Angleterre est accusée de favoritisme d'autant qu'à l'inverse des autres équipes, elle dispute tous ses matchs dans le stade de Wembley, et notamment la demi-finale initialement programmée à Liverpool. L'arbitrage pose aussi problème: les attaquants, et particulièrement ceux du Brésil, double tenant du titre, subissent les tacles rugueux des adversaires sans que cela soit sanctionné (Pelé est particulièrement visé lors des deux matchs qu'il dispute). Pouvant compter sur un gardien de but exceptionnel, Gordon Banks, et une charnière centrale particulièrement hermétique formée par Jack Charlton et Bobby Moore, les Anglais se hissent en finale. Ils passent le premier tour sans encaisser de but, écartent en quart de finale l'Argentine, réduite à dix, après un match brutal (1-0), puis le Portugal d'Eusébio (2-1).
La finale de la Coupe du monde 1966, contre la RFA, reste un grand moment de controverse de l'histoire du football. Menée à la suite d'un but de Helmut Haller, l'Angleterre égalise sur une tête de Geoff Hurst, à la réception d'une longue passe décisive de Moore. Martin Peters donne l'avantage aux Anglais à la 78e minute, mais Wolfgang Weber permet aux Allemands de recoller au score juste avant la fin du temps réglementaire. En prolongation, Hurst inscrit un des buts le plus controversés de l'histoire de la Coupe du monde : l'avant-centre de West Ham United reprend de volée un centre d'Alan Ball qui heurte la barre transversale du gardien allemand et rebondit au niveau de la ligne de but. Après quelques hésitations, l'arbitre valide le but au grand dam des Allemands persuadés que le but ne fut pas valable. Hurst marque en toute fin de match un quatrième but, qui assoit la victoire anglaise. L'Angleterre remporte la Coupe du monde. Moore, en tant que capitaine, soulève le trophée et se trouve porté sur les épaules de ses coéquipiers, une image restée célèbre. Une autre image filmée de l'époque le montre s'essuyant les mains couvertes de boue et de sueur sur son maillot et son short, avant de serrer la main de la Reine d'Angleterre Élisabeth II, venue le féliciter et lui remettre le trophée.
La victoire en coupe du monde lui apportera une notoriété incomparable en Angleterre : il est anobli au titre d'officier de l'ordre de l'Empire britannique (OBE) et nommé « Sportif de l'année » par la BBC, une première pour un footballeur. Il est 4e au classement du Ballon d'or 1966, remporté par son compatriote Bobby Charlton.

### Coupe du monde 1970 et fin de carrière
Les saisons suivant la Coupe du monde ressemblent aux précédentes pour West Ham, l'équipe de Moore et Hurst terminant régulièrement dans la seconde moitié du classement. Moore reste cependant l'indéboulonnable capitaine de l'équipe nationale. En 1968, l'Angleterre se qualifie pour la phase finale du Championnat d'Europe (réservée à quatre équipes) après avoir remporté le British Home Championship de 1968 et écarté l'Espagne, tenante du titre. Elle s'incline à Florence, en demi-finale, face à la Yougoslavie sur un but de Dragan Džajić en toute fin de match, avant d'emporter la 3e place face à l'Union soviétique.
Deux ans plus tard, Moore dispute sa troisième Coupe du monde, qui se déroule au Mexique. Sa préparation personnelle est entachée par une sombre histoire d'accusation de vol d'un bracelet à Bogota, où l'équipe d'Angleterre disputait un match amical. Incarcéré quatre jours mais finalement relâché faute de preuves de sa culpabilité, il rejoint son équipe au Mexique,. Lors du second match du tournoi, l'Angleterre rencontre le Brésil, futur vainqueur du tournoi, qui dispose de l'avis général d'une des meilleures équipes de l'histoire. Le match est marqué par les exploits du gardien Gordon Banks mais aussi de Moore, auteur d'un fameux tacle sur Jairzinho. À la fin du match, remporté par le Brésil, les deux capitaines Pelé et Moore échangent leur maillot. Pelé dira d'ailleurs de Moore qu'il était le « plus grand défenseur contre lequel il n'ait jamais joué »[réf. nécessaire]. Privés de Banks, malade, les Anglais s'inclinent en quart de finale face aux Allemands, après avoir pourtant mené de deux buts et fait sortir Charlton pour « l'épargner pour la suite du tournoi » (2-3 a. p.). 
Deux ans plus tard, c'est face aux mêmes Allemands, vainqueurs 3-1 à Wembley, que les espoirs des Anglais se brisent en quart de finale de l'Euro. Bobby Moore honore sa 100e sélection en février 1973 face à l'Écosse, à l'occasion du tournoi organisé pour le centenaire de la Fédération écossaise. Vieillissant et devenu moins essentiel à l'équipe, Moore commet en juin 1973 une bourde qui offre la victoire à la Pologne en éliminatoires de la Coupe du monde de 1974. Laissé sur le banc lors du match retour à Wembley, il voit ses compatriotes contraint à un match nul (1-1) qui les élimine, à la surprise générale. Bobby Moore honore sa 108e et dernière sélection lors du match amical suivant, perdu contre l'Italie en novembre. Il est alors le joueur comptant le plus de capes avec l'Angleterre, devant Bobby Charlton (106), et égale le record de Billy Wright du nombre de sélections en tant que capitaine (90)[réf. nécessaire]. Le sélectionneur Alf Ramsey est licencié peu de temps après par la fédération.
Moore se blesse en janvier 1974. En mars, il est autorisé par les dirigeants de West Ham United à quitter le club, après seize saisons de bons et loyaux services. Il signe avec Fulham, en seconde division, où il finit la saison 1973-1974. Ironie du sort, Moore dispute — et perd — la finale de la Coupe d'Angleterre 1975 contre son ancien club.
En 1976, entre deux saisons avec Fulham, il rejoint la Ligue nord-américaine de football (NASL), au sein du San Antonio Thunder. Le championnat nord-américain est alors un exil doré des stars vieillissantes du football comme Pelé et George Best, imités plus tard par Johan Cruyff, Franz Beckenbauer ou Gerd Müller. Il participe aussi avec la Team America à la Coupe du Bicentenaire des États-Unis (en), face au Brésil, à l'Angleterre et à l'Italie. Il joue son dernier match avec Fulham en mai 1977. 
En 1978, il sort de sa retraite sportive pour disputer quelques matchs de NASL avec les Sounders de Seattle, puis quelques autres avec le club danois de Herning Fremad (en).

### Entraîneur
Bobby Moore réalise une carrière d'entraîneur très modeste. En 1980, il dirige brièvement l'équipe d'Oxford City. En 1981-1982, il dirige l'équipe d'Eastern AA à Hong Kong. Enfin de 1984 à 1986, il travaille à Southend United, en Angleterre.
En 1981, Bobby Moore joue aux côtés de Pelé et de Sylvester Stallone dans le film À nous la victoire (Escape to Victory) de John Huston.
En 1991, Moore est opéré d'urgence des suites d'un cancer de l'intestin. Il meurt le 24 février 1993, à l'âge de 51 ans,.
En 1998, Bobby Moore est nommé au sein de l'équipe mondiale du XXe siècle publiée sous l'égide de la FIFA. En 2002, il fait partie de la première promotion de joueurs intronisés à l'English Football Hall of Fame. En 2003, il est nommé par la Fédération anglaise comme « le meilleur footballeur de ces 50 dernières années », à l'occasion de la publication des « Joueurs en or de l'UEFA » pour le cinquantenaire de l'organisme.

## Palmarès
En équipe nationale
- Vainqueur de la Coupe du monde 1966

Avec West Ham United
- Vainqueur de la Coupe d'Europe des vainqueurs de coupe de football en 1965
- Vainqueur de la Coupe d'Angleterre en 1964
- Vainqueur de l'International Soccer League en 1963
- Finaliste de la Coupe de la Ligue anglaise de football en 1966

Avec le Fulham FC
- Finaliste de la Coupe d'Angleterre en 1975

## Statistiques
Bobby Moore compte 108 sélections et 2 buts avec l'équipe d'Angleterre entre 1962 et 1973.
En club, Moore reste à West Ham pendant 16 saisons, jouant 544 rencontres de championnat et marquant 24 buts.